# Ainulindalë

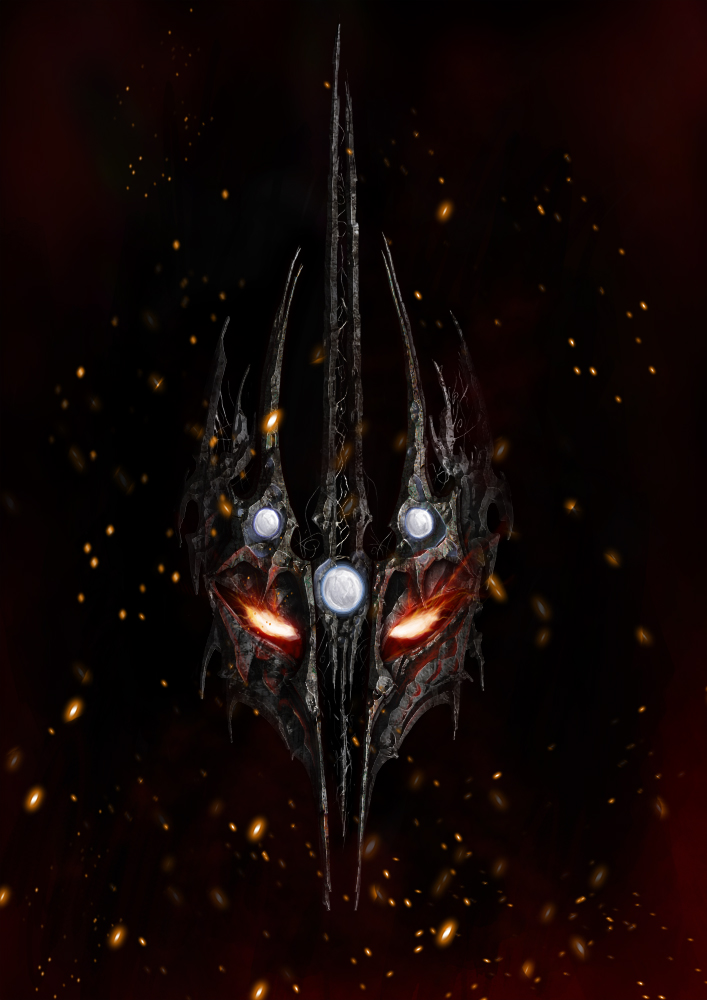
Morgoth

De Ainulindalë is het verhaal dat de schepping van Arda vertelt. 
Het is de eerste sectie van het boek De Silmarillion, geschreven door de Britse schrijver J.R.R. Tolkien en vier jaar na zijn dood gepubliceerd. Arda is de naam die hij gaf aan de wereld waarin zijn boeken zich afspelen.
De Ainulindalë vertelt hoe Eru de Ene (Ilúvatar, de schepper) eerst de mindere goden 'bedacht', en daarna een magistraal muziekstuk componeerde. De mindere goden (de Ainur) moesten dat dan uitvoeren. Een van hen, Melkor, de machtigste van allen, kreeg echter grootheidswaanzin en integreerde enkele malen een nieuw, zelfbedacht muzikaal thema in het werk. Toen het muziekstuk afgelopen was liet Eru zien wat ze hadden gedaan: door hun muziek hadden ze de wereld geschapen. Melkor is beter bekend onder de naam Morgoth, de god van het kwaad, die onder andere Sauron tot het kwade heeft verleid.
Ainulindalë · Valaquenta · Quenta Silmarillion · Akallabêth · Over de Ringen van Macht en de Derde Era